# Panneau stop en France
Le panneau stop est un panneau de signalisation, codifié AB4 en France, indiquant les intersections où les conducteurs doivent marquer un temps d'arrêt et céder le passage aux usagers de la route rencontrée. Depuis 1978, l'homologation ministérielle des équipements de la route est obligatoire sur l'ensemble des voies routières françaises. La certification NF remplace progressivement l'homologation. Ainsi, depuis 1995, la certification vaut homologation pour les équipements de signalisation routière.
L'article R. 415-6 du Code de la route définit les peines encourues en cas de non-respect du temps d'arrêt à la limite de la chaussée abordé.

## Histoire

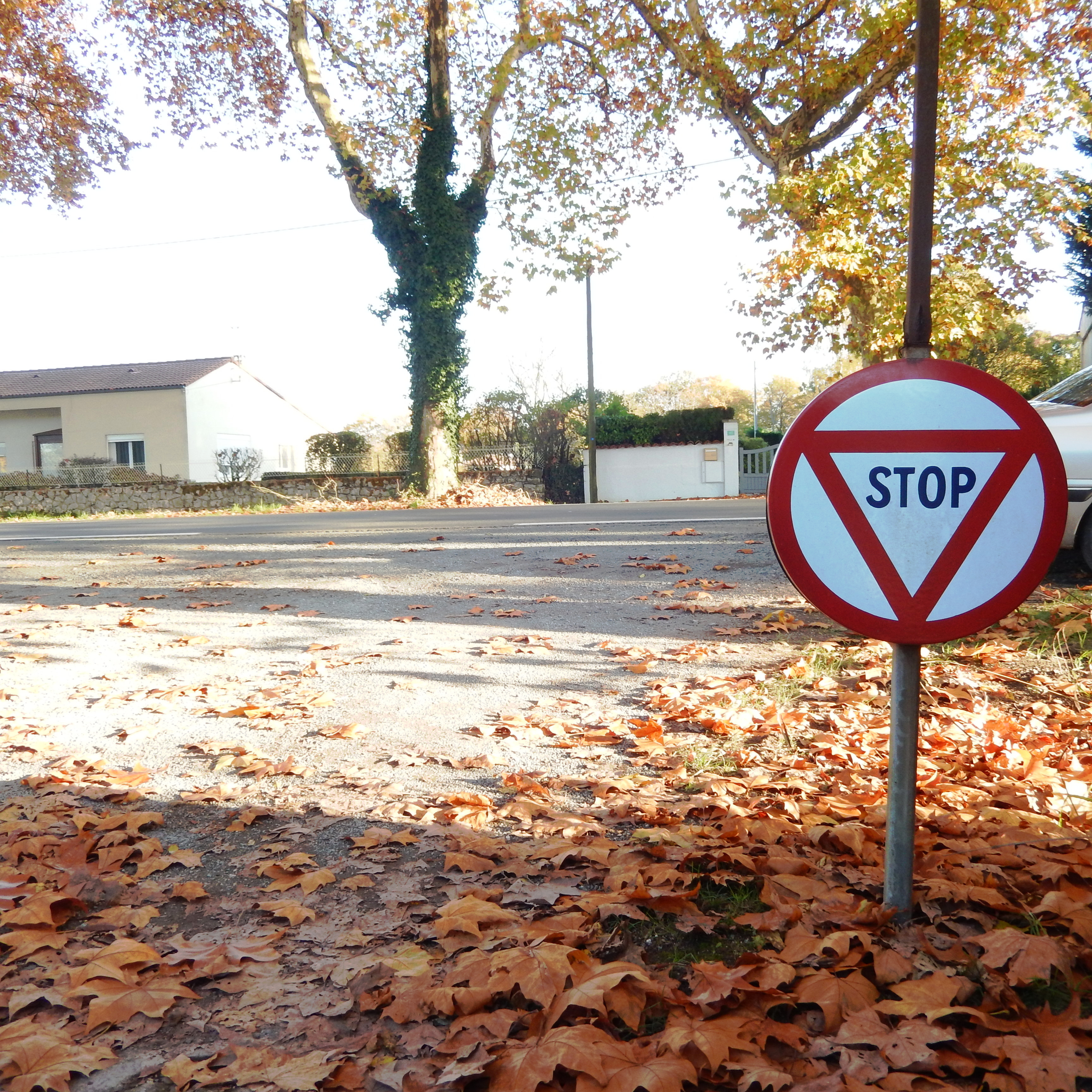
Panneau stop de 1971, de forme circulaire.

Le panneau stop est normalisé dès le protocole international sur la signalisation routière signé à Genève en 1949, pas avec la forme octogonale qu’on lui connaît[style à revoir] aujourd'hui[Quand ?], mais sous son ancienne forme ronde. Il est adopté ainsi par la France par arrêté du 22 juillet 1954 puis confirmé dans l’instruction interministérielle du 30 avril 1955. Le signal qui traduit l'obligation d'arrêt à l'intersection est le type 8.10. Il est circulaire, comme tous les signaux s'appliquant à des prescriptions, mais ses dimensions sont supérieures à celles des autres signaux de cette catégorie, ce qui dénote bien l'importance qui lui est attribuée. Il porte comme inscription le mot « stop » à l'intérieur d'un triangle renversé, représentatif de la priorité de route. Il est assez étonnant de constater que, malgré son origine anglaise, le mot « stop » ne figurait pas en 1955, au Royaume-Uni, sur les signaux d'arrêt à l'intersection. On y lisait[style à revoir] en effet alors le mot Halt. Ce pays n'avait pas adhéré au Protocole de Genève de 1949.
La nouvelle forme octogonale, d'abord américaine, apparaît sur le plan international dans la convention sur la signalisation routière conclue à Vienne le 8 novembre 1968, que la France ratifie le 9 décembre 1971. Ce document tolère les deux formes (voir Panneau stop). La forme octogonale, en étant utilisée seulement pour ce panneau, permet de le rendre lisible même si celui-ci est recouvert par de la neige lors des rudes hivers nord-américains. La France opte finalement pour la forme octogonale et décide de ne plus implanter sur son territoire l’ancien modèle par circulaire du 30 juillet 1971.

II-A16 - Protocole international de Genève - 1949 B10- Circulaire du 19 janvier 1952 (France).
B2 - Convention internationale de Vienne - 1968 AB4 - Circulaire 1971 (France).

## Réglementation
Les panneaux de signalisation de priorité sont placés par les services de voirie de l'administration compétente, avec l'intervention d'un arrêté de réglementation.

## Dimensions

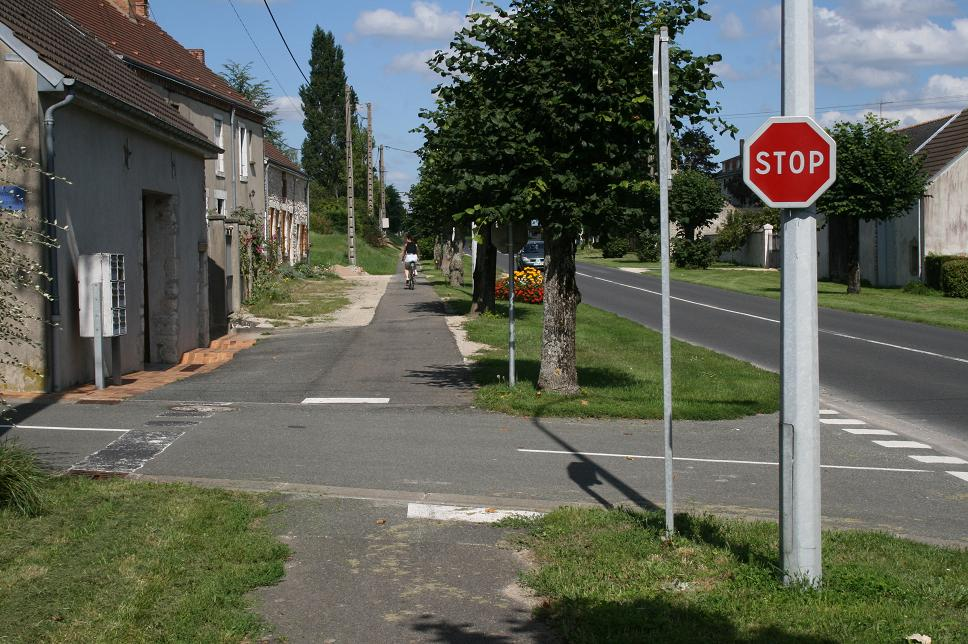
Petite gamme d'un panneau stop implanté en bord d'une piste cyclable.

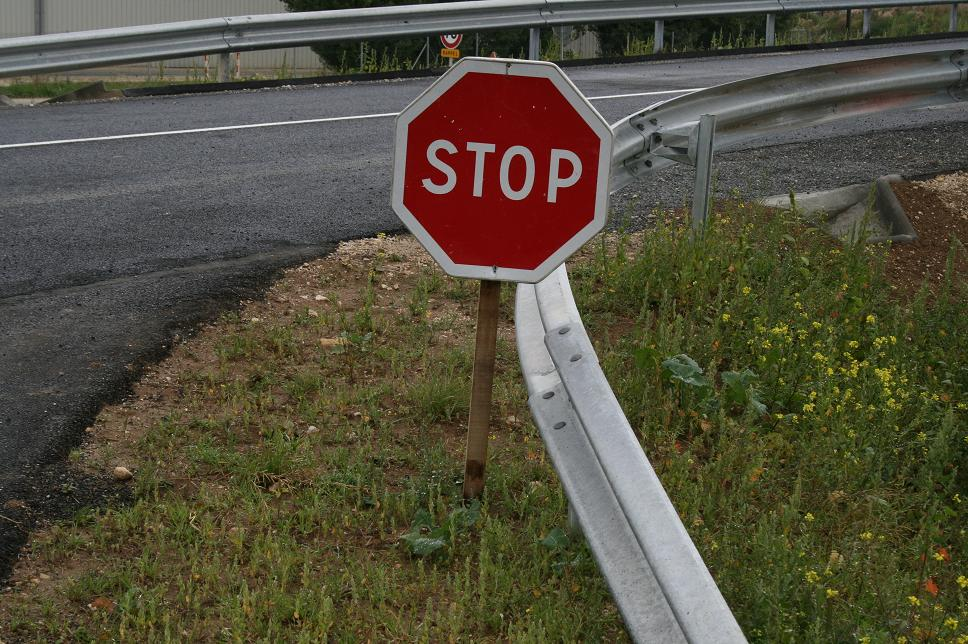
Panneau stop sur support bois. Il s'agit manifestement d'une disposition transitoire

Il existe cinq gammes de dimensions de panneaux AB4.
| Gamme       | Diamètre du cercle inscrit dans l'octogone | Mode de mesure |
| ----------- | ------------------------------------------ | -------------- |
| Très grande | 1 200 mm                                   | Panneau stop   |
| Grande      | 1 000 mm                                   | Panneau stop   |
| Normale     | 800 mm                                     | Panneau stop   |
| Petite      | 600 mm                                     | Panneau stop   |
| Miniature   | 400 mm                                     | Panneau stop   |

Dans le cas le plus général, c’est la gamme normale qui est utilisée. Les panneaux de la grande gamme sont normalement employés sur les routes à plus de deux voies et sur certaines routes nationales à deux voies désignées à cet effet par décision du ministre de l'Équipement. Les panneaux de la petite gamme sont utilisés quand il y a des difficultés pour l'implantation de panneaux de la gamme normale (rangée d'arbres près de la chaussée, route de montagne, accotements réduits, en tunnels, trottoirs étroits, etc.).

## Implantation
Le panneau AB4 doit être placé de façon très visible et aussi près que possible de la limite de la chaussée abordée. Quand le débouché de la voie affluente est très évasé, et qu'il existe sur cette voie affluente un îlot central, le panneau « stop » peut être répété sur cet îlot.
En rase campagne, le panneau AB4 est toujours précédé d’un panneau avancé de type AB5.

### Signalisation horizontale concomitante

Panneau stop sur route de rase campagne sans marquage de rives.

À moins que ce ne soit pas techniquement possible, une ligne continue telle que définie ci-après doit être tracée chaque fois qu'un panneau AB4 est implanté.

Panneau stop sur route de rase campagne avec marquage de rives.

La ligne transversale est continue. Elle a une largeur égale à 50 cm et s'étend sur toute la largeur des voies affectées à la circulation des véhicules qui doivent marquer l'arrêt imposé par le panneau stop. Elle ne doit jamais être tracée en l'absence du panneau stop.
Cette ligne n'est pas forcément le prolongement des bordures de la chaussée prioritaire. Elle doit être implantée de façon que les véhicules à l'arrêt aient la meilleure visibilité possible du trafic de la chaussée prioritaire, sans gêner en aucune façon ce dernier.
Sur les routes à double sens de circulation et en l'absence d'îlot, elle est précédée sur 10 à 20 mètres avant l'intersection par une ligne longitudinale continue, de largeur 2u, pour séparer les deux sens de circulation. Cette ligne peut, soit être supprimée, soit être remplacée par une ligne discontinue de type T3, en cas de largeur de chaussée insuffisante.

### Distance latérale

Implantation du panneau stop sur l'accotement.

Hauteur d'un panneau stop implanté sur potence ou portique.

Angle du panneau avec la perpendiculaire à la chaussée pour éviter l'éblouissement de l'usager.

Sauf contrainte de site, la distance entre l'aplomb de l'extrémité du panneau situé du côté de la chaussée et la rive voisine de cette extrémité ne doit pas être inférieure à 0,70 m. En rase campagne, les panneaux sont placés en dehors de la zone située en bord de chaussée et traitée de telle façon que les usagers puissent y engager une manœuvre de redirection ou de freinage dite « zone de récupération », ou leur support au minimum à 2 m du bord voisin de la chaussée, à moins que des circonstances particulières s'y opposent (accotements étroits, présence d'une plantation, d'une piste cyclable, d'une voie ferrée, etc.).
En agglomération les panneaux sont implantés de façon que le support gêne le moins possible la circulation des piétons.
Le support d'un signal peut aussi être implanté sur une propriété riveraine ou ancré à une façade après accord du propriétaire ou par application si cela est possible du décret-loi du 30 octobre 1935 et du décret 57-180 du 16 février 1957.

### Hauteur au-dessus du sol
La hauteur réglementaire est fixée en principe à 1 m (si plusieurs panneaux sont placés sur le même support, cette hauteur est celle du panneau inférieur), hauteur assurant généralement la meilleure visibilité des panneaux frappés par les feux des véhicules. Elle peut être modifiée compte tenu des circonstances locales : soit pour assurer une meilleure visibilité des panneaux, soit pour éviter qu'ils masquent la circulation.
Dans les agglomérations bénéficiant d'un éclairage public, les panneaux peuvent être placés à une hauteur allant jusqu'à 2,30 m pour tenir compte notamment des véhicules qui peuvent les masquer, ainsi que de la nécessité de ne gêner qu'au minimum la circulation des piétons.
Lorsque les panneaux sont sur portique, potence ou haut-mât au-dessus de la chaussée, ils sont fixés à une hauteur minimale correspondant au gabarit de la route auquel s'ajoute une revanche de 0,1 m pour l'entretien de la chaussée et une revanche de 0,50 m pour la protection de la signalisation.

### Position de la face
Le plan de face avant d'un panneau implanté sur accotement ou trottoir doit être légèrement incliné de 3 à 5° vers l'extérieur de la route afin d'éviter le phénomène de réflexion spéculaire qui peut, de nuit, rendre le panneau illisible pendant quelques secondes.

## Envers du panneau
L’envers du panneau ne doit pas appeler l’attention. Les couleurs de l’envers, du bord tombé et du contre listel de fabrication doivent être neutres et ne pas reprendre celles utilisées en signalisation routière. L'envers ne peut comporter qu'un marquage de certification réglementaire (voir ci-après), à l’exclusion de toute autre inscription ou publicité.
Sur l'envers du panneau figurent les systèmes de fixation sur le support. Ce sont en général des rails collés :
- deux rails pour les panneaux 400, 600, 800 et 1 000 mm (avec deux brides de fixation),
- trois rails pour le panneau 1 200 mm (avec trois brides de fixation).

## Visibilité de nuit
Les panneaux et panonceaux de signalisation doivent être visibles et garder le même aspect de nuit comme de jour. Les signaux de priorité sont tous rétroréfléchissants ou éventuellement éclairés. Les revêtements rétroréfléchissants doivent avoir fait l'objet, soit d'une homologation, soit d'une autorisation d'emploi à titre expérimental. La rétroréflectorisation porte sur toute la surface des panneaux et panonceaux à l'exception des parties noires ou grises.

### Classe 2
La classe 2 est obligatoire pour tous les panneaux et panonceaux implantés à plus de deux mètres de hauteur, et sur les autoroutes et routes à grande circulation, quelle que soit leur hauteur. En agglomération, elle est obligatoire pour les panneaux de type AB ainsi que pour tous les panneaux implantés dans les sections où la vitesse est relevée à 70 km/h. Cette technologie a un coefficient de rétroréflexion trois fois supérieur à la classe 1, ce qui permet une détection beaucoup plus efficace et augmente la distance de lisibilité de 15 à 20 % à l'état neuf. La comparaison au bout de cinq ou dix ans montre un avantage encore plus important pour la classe 2.

### Classe 1
La classe 1 est obligatoire pour tous les panneaux implantés dans des zones où la classe 2 ne l’est pas.

## Homologation et certification
Depuis 1978, l'homologation ministérielle des équipements de la route est obligatoire sur l'ensemble des voies routières françaises. La certification NF remplace progressivement l'homologation. Ainsi, depuis 1995, la certification vaut homologation pour les équipements de signalisation routière. Pour l'ensemble des panneaux de signalisation permanente et donc en particulier pour les panneaux de signalisation de danger, la certification NF - Équipements de la Route est obligatoire. Le marquage CE (norme européenne) est prévu pour la fin de l'année 2007.
Au dos du panneau doivent donc figurer obligatoirement les marques de certification à savoir :
- Le numéro d’admission du produit : catégorie du produit (SP dans le cas présent, pour signalisation de police), et numéro d’ordre.
- L’identification du site de fabrication du produit (en clair),
- L’identification du titulaire (facultatif)
- L’année de fabrication (deux derniers chiffres)

## Infractions
L'article R. 415-6 du Code de la route définit les peines encourues en cas de non-respect du temps d'arrêt à la limite de la chaussée abordé. Une amende prévue pour les contraventions de la quatrième classe (amende forfaitaire de 135 €). Une peine complémentaire de suspension, pour une durée de trois ans au plus, du permis de conduire, cette suspension pouvant être limitée à la conduite en dehors de l'activité professionnelle. Un retrait de quatre points du permis de conduire est également envisageable.

## Divers

### Cas particulier de Paris

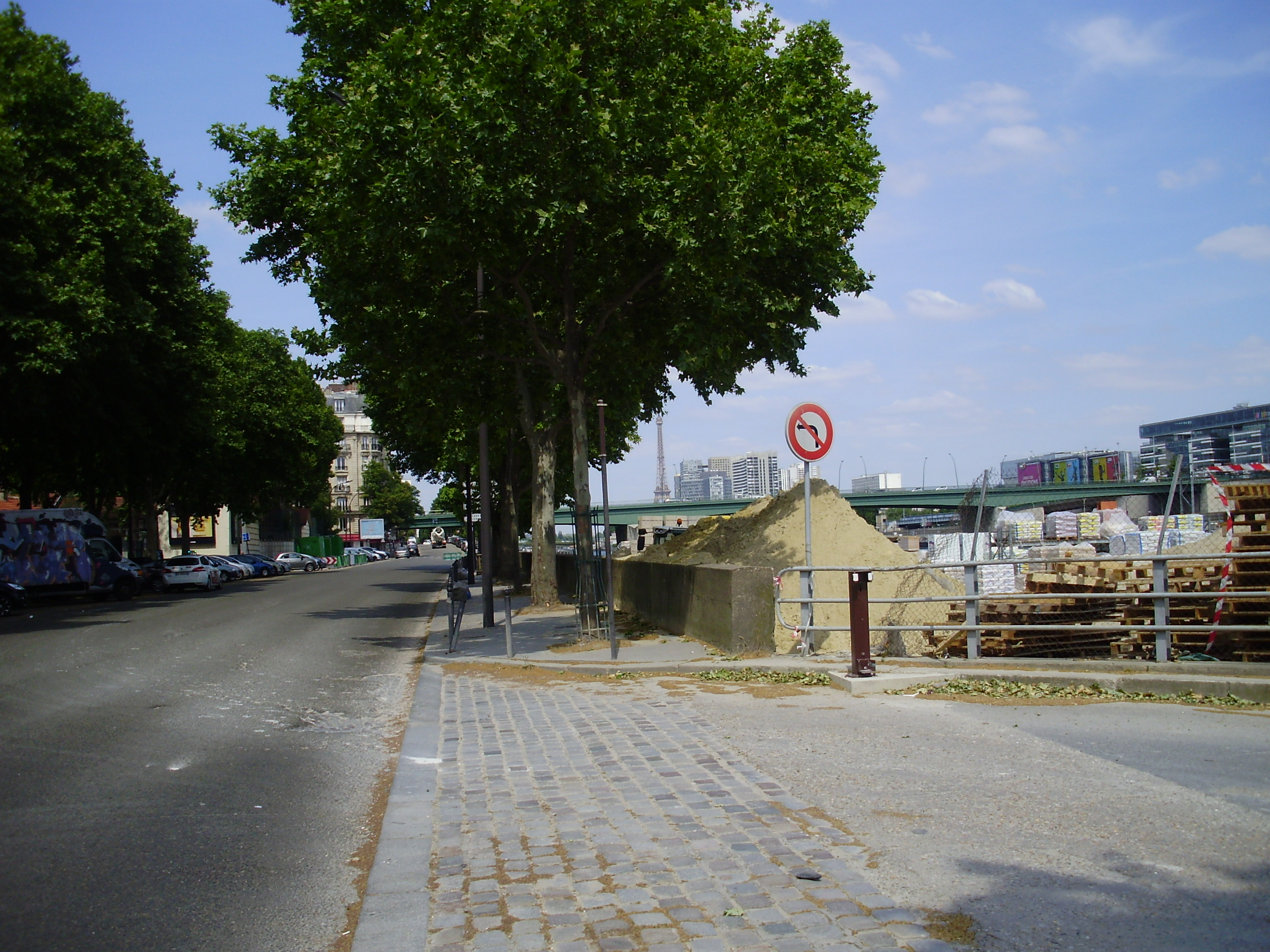
Quai Saint-Exupéry, Paris 16e, en juin 2015, à la sortie d'un dépôt de matériaux le long de la Seine (le panneau Stop fut définitivement supprimé en 2016).

Le 3 octobre 2012, un entrefilet paru dans une lettre d'information du service communication de la préfecture de police de Paris mentionne qu'il n'existe qu'un seul panneau de signalisation « stop » dans la capitale. On en trouve en réalité dans les domaines portuaires. Le panneau stop mentionné par la préfecture est celui le plus visible des conducteurs circulant sur le domaine public, juste à la sortie d'une entreprise de matériaux de construction, située quai Saint-Exupéry, dans le 16e arrondissement,,,.
Ce panneau, retiré à plusieurs reprises par des inconnus du fait de sa réputation de « seul panneau stop de Paris », n'est ensuite pas remis en place (la voie correspondante est alors fréquemment condamnée lors de phases de travaux) : il est définitivement retiré en 2016,. 
La préfecture de police explique cette situation par le fait que cela « relève d'un choix pragmatique. L'intervention à partir des voies secondaires serait rendue quasi impossible compte tenu du trafic, pénalisant ainsi notamment les résidents ». Elle précise que la fluidité de la circulation « est assurée en adoptant la priorité à droite »,,.

#### Arrêté et Instruction Interministérielle
- Arrêté du 24 novembre 1967 relatif à la signalisation des routes et autoroutes, 58 p. (lire en ligne)
- Instruction Interministérielle sur la Signalisation Routière 1re partie : Généralités, 58 p. (lire en ligne)
- Instruction Interministérielle sur la Signalisation Routière 3e partie : Intersections et régimes de priorité, 45 p. (lire en ligne)

#### Histoire de la signalisation
- Marina Duhamel-Herz, Un demi-siècle de signalisation routière : naissance et évolution du panneau de signalisation routière en France, 1894-1946, Paris, Presses de l’École nationale des Ponts et Chaussées, décembre 1994, 151 p. (ISBN 2-85978-220-6)
- Marina Duhamel-Herz et Jacques Nouvier, La signalisation routière en France : de 1946 à nos jours, Paris, AMC Éditions, novembre 1998, 302 p. (ISBN 2-913220-01-0)